# 十勝ヒルズ
十勝ヒルズ（とかちヒルズ、Tokachi Hills）は、北海道中川郡幕別町にある農と食に関するテーマパーク。

## 概要
丘陵地にあり、好天時には帯広市街地などの十勝平野や日高山脈を眺めることができる。園内には6つの庭園（ガーデン）、ハンガリー料理や和食のレストラン、農家の木村秋則が提唱する自然栽培の畑やソバの畑、果樹園、ショップ・カフェなどが点在しているほか、チャペルや多目的ホールなどもある。
2016年、ハンガリーでは国宝認定されている豚、マンガリッツァを購入し繁殖と飼育に成功させて、2018年より十勝ロイヤルマンガリッツァ豚のブランド名で出荷を開始している。マンガリッツァ豚の繁殖と飼育事例としては日本初となる。

## 利用案内
- 営業期間：4月下旬から10月下旬
- 営業時間：9:00 - 18:00
- 入園料
  - 大人800円、子供（中学生）400円、小学生以下無料
  - 身障者割引（大人半額、中学生以下無料）

## 施設
ガーデン
- ヴィーズ・ポタジュ
  - 「食」がテーマのガーデン
- スカイミラー
- フラワーアイランズ
  - イギリス式庭園
- ナチュラルオアシス
- アニーカの庭
- ローズガーデン

レストラン
- ファームレストラン ヴィーズ
- 和食処 四分分度（しぶぶんど）
- ヒルズショップ&カフェ
- オープンテラス
- アルフレスコ

ファーム
- ヒルズファーム
  - 開放期間：4月下旬から10月下旬
- レンタルファーム（貸し農園）
  - レンタル期間：5月中旬から10月下旬
- 自然栽培畑
- 蕎麦畑
- 果樹園
- ハスカップ
- ブルーベリー

園内施設
- ヒルズチャペル（最大70名収容）
- ウォータープレース
  - 札内川の伏流水を使用
- 多目的ホール がくや
- バリアフリートイレ
- 噴水

## アクセス
- 真鍋庭園から車で約5分
- 北海道旅客鉄道（JR北海道）帯広駅から車で約15分
- 帯広空港（とかち帯広空港）、十勝川温泉から車で約20分
- 千歳から車で約2時間
- 札幌、富良野から車で約2時間30分